# Tratado de Zboriv
O Tratado de Zboriv foi assinado em 18 de agosto de 1649,  após a Batalha de Zboriv, quando as forças da Coroa do Reino da Polônia de cerca de 25.000, lideradas pelo Rei João II Casimiro da Polônia, entraram em confronto com uma força combinada de cossacos e tártaros da Crimeia, liderados pelo Hetman Bohdan Khmelnytskyi e Cã İslâm III Giray da Crimeia, respectivamente, que somavam cerca de 80.000.
O Tratado de Zboriv consistiu em dois acordos separados entre o Hetmanato e a Polônia-Lituânia e entre a Crimeia e a Polônia-Lituânia. 
O Tratado de Zboriv desempenha um papel importante na história da Ucrânia, pois transformou os antigos amotinados da Comunidade Polaco-Lituana em cidadãos de uma nova comunidade política.  

## Partes signatárias
- Representantes ucranianos: Bohdan Khmelnytskyi, Ivan Vyhovsky
- Representantes polonêses: Adam Kysil, Jerzy Ossoliński, Janusz Radziwiłł, Władysław Dominik Zasławski

## Escopo
De acordo com o acordo concluído, o número de cossacos registrados aumentou para 40.000; o exército polonês, os uniatas e os judeus foram banidos do território da voivodia de Kiev, da voivodia de Bratslav e da voivodia de Chernihiv; os cargos governamentais no Hetmanato Cossaco só poderiam ser ocupados pela nobreza ortodoxa oriental (administração polonesa ou ucraniana da religião ortodoxa oriental), a Igreja Ortodoxa recebeu privilégios  e o Canato da Crimeia deveria receber uma grande quantia de dinheiro. 
O tratado foi ratificado pela Dieta, que esteve em sessão entre novembro de 1649 e janeiro de 1650, mas as hostilidades recomeçaram quando os bispos católicos se recusaram a reconhecer as disposições do tratado (admissão ao Senado do metropolita ortodoxo de Kiev, Sylvestr Kosiv). 